# パンドラの復活
『パンドラの復活』（パンドラのふっかつ、RESURRECTION of PANDORA）は、青山広美原作、つかさつよし作画による、日本の漫画である 。

## 概要
『ビッグコミック』（小学館）2012年16号から同年24号まで連載された（全9回）。単行本は2013年2月に小学館から全1巻で刊行された。
2011年3月11日の太平洋岸大震災から1年。謎のテロリスト「パンドラ」は、東京都東太川市のM貯水池に放射能汚染コンクリート片を設置し、原発事故の戦犯13人を処刑せよ、さもなくば放射性瓦礫を日本中にばらまく、と脅迫する。3人の捜査官山村、黒塚、京極がパンドラを追う。犯人の正体、真の目的は…。

## 登場人物
パンドラ
謎のテロリスト。
山村 誠（やまむら まこと）
東京・東太川警察署の刑事。
黒塚
公安
京極
京都府警察本部捜査心理学の専門家。
川又孝尚
帝国電力株式会社取締役社長。
志水朝隆
帝国電力株式会社前取締役会長。
武双英治
帝国電力株式会社前取締役副会長。
神田尚次
前首相。
只野善夫
前官房長官。
二階田番司
前経済産業大臣。
涙目晴義
原子力保全対策委員会委員長。
桁坂伸由
前原子力保全・改善院院長。
権堂修介
原子力審議・調査会委員長。
鏑木敦志
日本原子力研究開発公社理事長。
賀多部広安
原子力安全基盤協会前理事長。
棚橋剛久
T大工学部教授。御用学者。
鹿沼信男
J大工学部教授。無能評論家。

## 単行本
- 青山広美原作、つかさつよし作画 『パンドラの復活』小学館〈ビッグコミックス〉、全1巻
  1. 2013年2月28日発売 ISBN 978-4-09-184897-0